# El Blanco
El Blanco är en ort i Mexiko.   Den ligger i kommunen San Luis Potosí och delstaten San Luis Potosí, i den centrala delen av landet, 400 km nordväst om huvudstaden Mexico City. El Blanco ligger 1 718 meter över havet och antalet invånare är 101.
Terrängen runt El Blanco är platt österut, men västerut är den kuperad. Terrängen runt El Blanco sluttar österut. Runt El Blanco är det ganska tätbefolkat, med 90 invånare per kvadratkilometer. Närmaste större samhälle är La Manta, 2,2 km öster om El Blanco. Omgivningarna runt El Blanco är i huvudsak ett öppet busklandskap.